# Casa del Cordón (Valladolid)
La casa del Cordón fue un inmueble de la ciudad española de Valladolid, ya desaparecido.

## Descripción
El inmueble, construido en el siglo XV, estaba situado en la calle de Herradores, ahora de Alonso Pesquera. Entre otros usos que se le concedieron, fue palacio de Álvaro de Luna, condestable de Castilla. Sucumbió a las llamas una noche del verano de 1898. Aparece descrito en el Compendio histórico-descriptivo y guía general de Valladolid (1922) de Casimiro González García-Valladolid con las siguientes palabras:

La Casa del Cordón. Se llamaba así el edificio número 11 de la calle de Herradores, hoy del Marqués de Alonso Pesquera, en el que estuvo instalado el Manicomio Provincial, y fué destruido por horroroso incendio la noche del 6 de Julio de 1898, porque según la tradición, que no se ha confirmado, se hospedó en él el seráfico padre San Francisco de Asís a su paso por esta población, de lo cual era indicación y memoria un cordón labrado en piedra, en forma de pulsera, que había sobre la puerta principal. Dicha casa la edificó el reverendísimo señor don Pedro de Castilla, Obispo que fué de Osma y de Palencia, el año 1461, y en ella murió el día 7 de Abril de aquel año, a consecuencia de una caída del andamio; fué luego palacio del poderoso Condestable de Castilla don Alvaro de Luna, y a ella fué trasladado desde el suyo de la calle de Teresa Gil, conocido por la Casa de las Aldabas, el marqués de Siete Iglesias, don Rodrigo Calderón, la víspera de ser conducido al castillo de Montanche, del que salió para subir al cadalso en Madrid el día 21 de Octubre de 1621, en cuya ocasión era morada del marqués de Avila-Fuente.
(González García-Valladolid, 1922, p. 105)